# Isa Haas
Isadora Haas Gehlen, mais conhecida como Isa Haas (Montenegro, 20 de janeiro de 2001) é uma futebolista brasileira. Tem como irmão Duda que também é jogador de futebol. Atualmente joga pelo Cruzeiro Esporte Clube de Belo Horizonte.

## Carreira
Isa foi convocada pela primeira vez para seleção brasileira Sub-17 em 2017. Em 2018 foi campeã do Campeonato Sul-Americano de Futebol Feminino Sub-17 2018, onde foi capitã em todos os jogos que disputou no torneio.  
Ela assinou com o cluber espanhol Sevilla em 2019, logo depois de completar 18 anos. No segundo semestre de 2019 voltou a jogar pelo Internacional. 

## Títulos

### Seleção
Brasil Sub-17
- Campeonato Sul-Americano de Futebol Feminino Sub-17 de 2018 [4]

### Clube
Internacional
- Campeonato Gaúcho de Futebol Feminino de 2017 [5]

- Campeonato Brasileiro de Futebol Feminino Sub-18 de 2019 [6]